# Drago (luchador)
Víctor Manuel Soto Flores (nacido el 23 de julio de 1975) es un luchador profesional mexicano enmascarado más conocido bajo el nombre de Dios del Inframundo. Es muy conocido por haber luchador en Lucha Libre AAA Worldwide (AAA) y en Lucha Underground (LU) bajo el nombre de Drago.
Sus logros fue una vez Campeón Latinoamericano de AAA, una vez Campeón Mundial en Parejas de AAA con Aero Star, una vez Campeón Mundial de Parejas Mixto de AAA con Faby Apache y dos veces Campeón de Tríos de Lucha Underground.

## Carrera

### Asistencia Asesoría y Administración (1998-2009, 2011-2023)
Víctor Soto debutó en la lucha libre profesional en abril de 1998 en un show de AAA bajo el nombre de Morfo. Más tarde su nombre de anillo fue cambiado a "Jimmy Boy" y se unió con Billy y Vangelis para formar un grupo inspirado en la banda Boy llamado Los Spice Boys. En Triplemanía VII Jimmy Boy, Billy y Vangelis derrotaron a Los Payasos (Coco Amarillo, Coco Rojo y Coco Verde) en uno de los partidos de cartelera. En el evento Guerra de Titanes, Los Spice Boys perdieron a Los Vatos Locos (Espíritu , Nygma, Picudo y Gato de Plata). 
En 2001 su nombre fue cambiado a Alan y se hizo parte de un grupo llamado Los Barrio Boys junto con Billy Boy (antes conocido como "Spice Boy" Billy) y Decnis . El equipo ha trabajado en disputas con Los Diabólicos (Ángel Mortal, Condór y Marabunta) y con el entrenador de la AAA Gran Apache para ayudar al joven equipo a mejorar sus habilidades de anillos, especialmente el argumento con Gran Apache que daría forma al desarrollo de Los Barrio Boys A través de los años.
En 2007, Los Barrio Boys peleó con Gran Apache, lo que provocó que Alan y Decnis se volvieran contra Billy Boy, atacándole y convirtiendo a heel. Alan y Decnis incluso se alinearon con Gran Apache por un tiempo. Después de unos meses Decnis decidió unirse a un grupo llamado Guapos VIP , dejando a Alan solo. Una vez que el argumento con Billy Boy terminó Alan se volvió face y formó un nuevo grupo de Barrio Boys. Alan comenzó a trabajar en equipo con Kevin, Javi y Ricky. El equipo solo trabajó en diferentes combates y poco después de que Alan dejó el grupo por completo.
En 2008, Víctor Soto comenzó a trabajar como Gato Eveready, un personaje enmascarado patrocinado por la batería Eveready. Originalmente otro luchador trabajó debajo de la máscara pero Alan asumió el control en la primavera de 2008 y juega el carácter a este día, mientras que ocasionalmente trabajando como Alan también. La primera aparición verificada de Soto como Gato Eveready se produjo en el espectáculo de Reina de Reina 2008, y se unió a Aero Star, El Ángel y Pegasso en una derrota ante Los Piratas (Pirata Morgan , Pirata Morgan, Jr. El Hijo de Pirata Morgan y Barbe Roja).
En 2009, Gato Eveready ha pasado la mayor parte de su tiempo perdiendo a Los Psycho Circus (Murder Clown , Monster Clown y Psycho Clown) en partidos aleatorios de seis hombres o en un argumento donde Exótico Pimpinela Escarlata hizo varios avances hacia él. En febrero de 2011, bajo el nombre de El Gato, después de que Eveready Battery terminara su contrato de patrocinio con AAA.
El 20 de abril de 2011, Soto debutó bajo un nuevo personaje Drago y se le dio un gran empujón como un face por AAA en la guerra contra La Sociedad y Los Bizarros. Drago unió fuerzas con La Parka, Dark Cuervo, Dark Espíritu y Dark Ozz para formar El Inframundo. El 16 de diciembre en Guerra de Titanes, Vampiro se convirtió en el nuevo líder de El Inframundo, en reemplazo de La Parka, que recientemente se ha cambiado a heel y se unió a La Sociedad.
El 19 de julio de 2013, Drago y Faby Apache derrotaron a Halloween y Mari Apache coronándose como Campeones de Parejas Mixto de AAA.
El 28 de agosto de 2016, Drago junto con Aero Star, se coronaron como Campeones en Parejas de AAA tras derrotar a Los Güeros del Cielo (Angélico & Jack Evans), El Hijo del Fantasma & Garza Jr. y Matt Cross & Paul London en Triplemanía XXIV. El 2 de octubre en Héroes Inmortales X retuvieron sus campeonatos en un Ladder match ante La Familia Fronteriza (Nicho El Millonario & Damian 666), Laredo Kid & Super Fly y Los Psycho Circus (Murder Clown & Monster Clown).
A principios de julio de 2023, Drago hizo una aparición especial en un evento independiente bajo su nuevo nombre como Dios del Inframundo confirmando su salida de AAA.

## En lucha
- Movimientos finales
  - Dragon's Tail / Dragon's Lair (Flying headscissors transitioned into a rolling crucifix hold)
  - Flip piledriver
- Movimientos de firma
  - Dragon Twist (Running twisting moonsault plancha)
  - Flip DDT - solamente usado en Lucha Underground
  - Tilt-a-whirl DDT
  - Superkick
  - Green Mist (Asian mist)

## Campeonatos y logros
- Chikara
  - King of Trios (2015) – con Aero Star y Fénix

- Lucha Libre AAA Worldwide
  - Campeonato Latinoamericano de AAA (1 vez)
  - Campeonato Mundial en Parejas de AAA (1 vez) – con Aero Star
  - Campeonato Mundial en Parejas Mixto de AAA (1 vez) – con Faby Apache

- Lucha Underground
  - Lucha Underground Trios Championship (2 veces) – con Aero Star y Fénix (1) y Pindar, Kobra Moon y Víbora (1)

- Pro Wrestling Illustrated
  - Situado en el N°125 en los PWI 500 de 2015[7]
  - Situado en el N°128 en los PWI 500 de 2016[8]
  - Situado en el N°121 en los PWI 500 de 2017[9]
  - Situado en el Nº183 en los PWI 500 de 2018[10]
  - Situado en el Nº242 en los PWI 500 de 2019[11]